# Järvsjön (Tärna socken, Lappland)
Järvsjön är en sjö i Storumans kommun i Lappland och ingår i Umeälvens huvudavrinningsområde. Sjön har en area på 4,56 kvadratkilometer och ligger 547,1 meter över havet. Sjön avvattnas av vattendraget Järvbäcken. Vid provfiske har elritsa, röding och öring fångats i sjön.

## Delavrinningsområde
Järvsjön ingår i det delavrinningsområde (727094-150920) som SMHI kallar för Utloppet av Järvsjön. Medelhöjden är 597 meter över havet och ytan är 23,14 kvadratkilometer. Det finns ett avrinningsområde uppströms, och räknas det in blir den ackumulerade arean 40,4 kvadratkilometer. Järvbäcken som avvattnar avrinningsområdet har biflödesordning 3, vilket innebär att vattnet flödar genom totalt 3 vattendrag innan det når havet efter 342 kilometer. Avrinningsområdet består mestadels av skog (78 procent). Avrinningsområdet har 4,56 kvadratkilometer vattenytor vilket ger det en sjöprocent på 19,7 procent.